# Daily News (Pakistan)
Pour les articles homonymes, voir Daily News.
Le Daily News est un quotidien du soir anglophone à grand tirage publié par le groupe de presse Jang à Karachi, au Pakistan. Durant deux décennies, des années 1960 aux années 1980, son rédacteur en chef a été Wajid Shamsul Hasan.